# Frea vermiculata
Frea vermiculata là một loài bọ cánh cứng trong họ Cerambycidae.